# Naso (género)
Naso é um gênero de peixes da família Acanthuridae.

## Espécies
- Naso annulatus (Quoy & Gaimard, 1825).
- Naso brachycentron (Valenciennes, 1835).
- Naso brevirostris (Cuvier, 1829).
- Naso caeruleacauda Randall, 1994.
- Naso caesius Randall & Bell, 1992.
- Naso elegans (Rüppell, 1829).
- Naso fageni Morrow, 1954.
- Naso hexacanthus (Bleeker, 1855).
- Naso lituratus (Forster, 1801).
- Naso lopezi Herre, 1927.
- Naso maculatus Randall & Struhsaker, 1981.
- Naso mcdadei Johnson, 2002.
- Naso minor (Smith, 1966).
- Naso reticulatus Randall, 2001.
- Naso thynnoides (Cuvier, 1829).
- Naso tonganus (Valenciennes, 1835).
- Naso tuberosus Lacépède, 1801.
- Naso unicornis (Forsskål, 1775).
- Naso vlamingii (Valenciennes, 1835).